# 佩德拉布蘭卡 (阿馬帕州)
00°46′46″N 51°56′56″W / 0.77944°N 51.94889°W
佩德拉布蘭卡（葡萄牙語：Pedra Branca do Amapari）是巴西的城鎮，位於該國北部，由阿馬帕州負責管轄，始建於1890年7月9日，面積9,495平方公里，2010年人口10,773，人口密度每平方公里1.13人。